# Семен Кияшко
Семе́н Кия́шко (Манджо́с) (? — після 1675) — козацький полководець доби Руїни, брацлавський полковник (1668). Активний учасник Московсько-української війни 1668—1669 років.

## Життєпис
Походження невідоме. Один із сучасників, економ Кирилівського монастиря у Києві Єзекеїл, називав його «волошанином».
Вперше згаданий у присязі Подільського полку 1659 року — як березівський городовий отаман. Вже у грудні 1660 року як «запорозький полковник» командує загоном запорожців, що, підтримуючи гетьмана Юрія Хмельницького, успішно обороняють разом з гадяцьким сотником Павлом Животовським Гадяч проти московського війська стольника Гр. Косагова.
Про наступні роки відомостей немає. Ймовірно, був сотником у Подільському полку, або ж продовжував козакувати на Запоріжжі. На початку 1668 року призначений правобережним гетьманом Петром Дорошенком брацлавським полковником, відправлений на підмогу лівобережному гетьману Івану Брюховецькому, що розпочав збройний виступ проти Московії.
У травні-червні 1668 року на чолі півтисячного козацького загону, чисельність якого згодом виросла до 5 тисяч, вів партизанські дії проти 23-тисячного війська московського воєводи Григорія Куракіна, що облягало Глухів. Розташоване неподалік містечко Кролевець Кияшко зробив базою для нападів на московитів. 29 травня козаки відбили спробу штурму Кролевця московським загоном князя Бориса Мишецького. Невдовзі після цього козацький полковник ходив у прикордонний Севський повіт, розоривши декілька сіл і відігнавши стада худоби.
У жовтні з загоном у 600 козаків посланий П. Дорошенком на допомогу наказному гетьману Дем'яну Ігнатовичу, якого в Чернігові обложив московський воєвода Гр. Ромодановський. Сил Кияшка було недостатньо, щоб вплинути на ситуацію. 20 жовтня — 5 листопада, командуючи Брацлавським полком, в складі корпусу наказного гетьмана Григорія Дорошенка взяв участь у боях з московитами під Гайвороном і Конотопом. Після розриву між П. Дорошенком і кримськими татарами наприкінці 1668 року відмовився підтримати протатарського гетьмана Петра Суховія. Разом з полком стояв у Козельці.
Востаннє згаданий у 1675 році — як охотницький полковник при П. Дорошенку. Після капітуляції Дорошенка у 1676 році міг перейти на Лівобережжя.